# Union des Églises Évangéliques de Réveil de France
L'Union des Églises Évangéliques du Réveil de France (ou UEER) est une association chrétienne évangélique d'églises pentecôtistes en France, membre de la FPF et de la Pentecostal European Fellowship. Son siège est situé à Villeurbanne, près de Lyon.

## Histoire
L'Union a ses origines dans l’établissement de l’Église Évangélique de Réveil de Villeurbanne par les pasteurs Arthur Maret et Adolphe Hunziker en 1957 ,.  En 2011, elle comptait 13 églises.  Selon un recensement de l’association, elle aurait en 2023, 19 églises membres.